# 興化存奨
興化存奨（こうけ そんしょう）は、晩唐の禅僧で臨済義玄の法嗣である。

## 人物
大和4年（830年）、兗州曲阜県闕里にて生まれる。俗姓は孔氏。臨済義玄やその法嗣、三聖慧然の許に参禅し、臨済義玄の法を継いだ。魏州興化寺に住し、師の語録である『臨済録』の編集ではその校勘を担った。文徳元年7月12日（888年8月12日）に示寂。塔所を通寂塔と称した。法嗣に南院慧顒がおり、その法を後代に伝えた。その語録として興化禅師語録があるほか、『景徳伝灯録』巻12が事績を伝える。